# Метаболічний алкалоз
Метаболічний алкалоз — це порушення кислотно-основного балансу, при якому pH тканин підвищується вище норми (7,35–7,45). Це результат зниження концентрації іонів водню, що призводить до збільшення вмісту бікарбонату ([HCO3-]), або ж є прямим наслідком підвищення концентрації бікарбонату. Цей стан зазвичай не може тривати довго, якщо нирки функціонують належним чином.

## Ознаки та симптоми
Важкий метаболічний алкалоз впливає на численні системи організму, включаючи мозок, м'язи, серце та легені, і може спричинити різні метаболічні дисбаланси. 
| Система органів              | Симптом                                                          |
| ---------------------------- | ---------------------------------------------------------------- |
| Центральна нервова система   | Зменшення кровотоку                                              |
| Центральна нервова система   | Сплутаність                                                      |
| Центральна нервова система   | Притуплення                                                      |
| Центральна нервова система   | Знижений судомний поріг                                          |
| Нейром'язовий                | Підвищена збудливість                                            |
| Нейром'язовий                | Тетанія                                                          |
| Серцево-судинні захворювання | Знижений серцевий викид                                          |
| Серцево-судинні захворювання | Зниження коронарного кровотоку                                   |
| Серцево-судинні захворювання | Артеріолярна вазоконстрикція                                     |
| Серцево-судинні захворювання | Підвищена частота серцевих скорочень                             |
| Серцево-судинні захворювання | Схильність до рефрактерних шлуночкових та надшлуночкових аритмій |
| Легенева                     | Гіповентиляція                                                   |
| Легенева                     | Гіперкапнія                                                      |
| Легенева                     | Гіпоксія                                                         |
| Метаболічний                 | Гіпокаліємія                                                     |
| Метаболічний                 | Зниження іонізованого Ca2+                                       |
| Метаболічний                 | Гіпофосфатемія                                                   |
| Метаболічний                 | Гіпомагніємія                                                    |
| Метаболічний                 | Стимуляція гліколізу та вироблення лактату                       |

## Причини
| Хлорчутливий алкалоз        | Хлорчутливий алкалоз                                                   | Хлоррезистентний алкалоз  | Хлоррезистентний алкалоз |
| --------------------------- | ---------------------------------------------------------------------- | ------------------------- | --- |
| Пов'язаний з ШКТ та нирками | Блювання                                                               | Пов'язаний з гіпертензією | Первинний альдостеронізм |
| Пов'язаний з ШКТ та нирками | Назогастральне відсмоктування                                          | Пов'язаний з гіпертензією | Дефіцит 11β-гідроксистероїддегідрогенази 2 типу                                                                                 |
| Пов'язаний з ШКТ та нирками | Вроджена хлоридна діарея                                               | Пов'язаний з гіпертензією | Лакриця |
| Пов'язаний з ШКТ та нирками | Ворсинчаста аденома                                                    | Пов'язаний з гіпертензією | Жувальний тютюн |
| Пов'язаний з ШКТ та нирками | Постгіперкапнія                                                        | Пов'язаний з гіпертензією | Карбеноксолон |
| Пов'язаний з ШКТ та нирками | Cl−-дефіцитний алкалоз                                                 | Пов'язаний з гіпертензією | Введення флудрокортизону |
| Пов'язаний з ШКТ та нирками | Кістозний фіброз                                                       | Пов'язаний з гіпертензією | Синдром Кушинга |
| Пов'язаний з ШКТ та нирками | Важкий дефіцит калію (K+)                                              | Пов'язаний з гіпертензією | Ектопічний кортикотропін |
| Пов'язаний з ШКТ та нирками | Молочно-лужний синдром                                                 | Пов'язаний з гіпертензією | Альдостеронізм, що піддається лікуванню глюкокортикоїдами                                                                       |
| Пов'язаний з ШКТ та нирками | Гастроцистопластика                                                    | Пов'язаний з гіпертензією | Гіперренінізм та гіперальдостеронізм (гіпертонічна невідкладна допомога та реноваскулярна гіпертензія, ренінсекретуючі пухлини) |
| Пов'язаний з ШКТ та нирками | Синдром Золлінгера-Еллісона                                            | Пов'язаний з гіпертензією | Гіперренінізм та гіперальдостеронізм (гіпертонічна невідкладна допомога та реноваскулярна гіпертензія, ренінсекретуючі пухлини) |
| Пов'язаний з ліками         | Сечогінні засоби                                                       | Пов'язаний з гіпертензією | Синдром Ліддла |
| Пов'язаний з ліками         | Погано реабсорбуючі аніони (карбенициллин, пеніцилін, фосфат, сульфат) | Пов'язаний з нормотензією | Синдром Барттера |
| Пов'язаний з ліками         | NaHCO3 (харчова сода)                                                  | Пов'язаний з нормотензією | Синдром Гітельмана |
| Пов'язаний з ліками         | Цитрат натрію, лактат, глюконат, ацетат                                | Інші                      | Гіперкальціємія |
| Пов'язаний з ліками         | Антациди                                                               | Інші                      | Гіпопаратиреоз |
| Пов'язаний з ліками         | Переливання                                                            | Інші                      | Алкалоз після годування |

Причини метаболічного алкалозу можна розділити на дві категорії залежно від рівня хлоридів у сечі.

### Хлоридочутливий алкалоз (хлориди сечі < 25 мЕкв/л)
- Втрата іонів водню — найчастіше відбувається через два механізми: блювання або через нирки.
  - Блювання призводить до втрати соляної кислоти (іонів водню та хлориду) разом із вмістом шлунка. У лікарняних умовах це зазвичай може траплятися через назогастральні відсмоктувальні трубки.
  - Сильне блювання також спричиняє втрату калію (гіпокаліємія) та натрію (гіпонатріємія). Нирки компенсують ці втрати, утримуючи натрій у збірних протоках за рахунок іонів водню (що економить натрієві/калієві насоси для запобігання подальшій втраті калію), що призводить до метаболічного алкалозу.
- Вроджена хлоридна діарея — рідкісне явище, оскільки це діарея, яка викликає алкалоз замість ацидозу.[5]
- Контракційний алкалоз — є результатом втрати води в позаклітинному просторі, наприклад, через зневоднення. Зменшення позаклітинного об'єму активує ренін-ангіотензин-альдостеронову систему, і альдостерон згодом стимулює реабсорбцію натрію (а отже, і води) в нефроні нирки. Однак, другою дією альдостерону є стимуляція ниркової екскреції іонів водню (при цьому зберігається бікарбонат), і саме ця втрата іонів водню підвищує pH крові.
  - Діуретична терапія — петльові діуретики та тіазиди можуть спочатку спричинити підвищення рівня хлоридів, але після виснаження запасів екскреція сечі буде нижче <25 мЕк/л. Втрата рідини внаслідок виділення натрію викликає контракційний алкалоз. Зловживання діуретиками серед спортсменів[6] та людей з розладами харчової поведінки[7] може проявлятися метаболічним алкалозом.
- Постгіперкапнія — гіповентиляція (зниження частоти дихання) викликає гіперкапнію (підвищення CO2), що призводить до респіраторного ацидозу. Відбувається ниркова компенсація із надмірною затримкою бікарбонатів для зменшення впливу ацидозу. Як тільки рівень вуглекислого газу повертається до базового рівня, виявляються підвищені рівні бікарбонату, що призводить до метаболічного алкалозу у пацієнта.
- Муковісцидоз — надмірна втрата хлориду натрію з потом призводить до скорочення позаклітинного об'єму так само, як і контракційний алкалоз, а також виснаження хлоридів.[8]
- Алкалотичні засоби — надмірне застосування лужних засобів, таких як бікарбонат (призначається при виразковій хворобі шлунка або підвищеній кислотності) або антациди, може призвести до алкалозу.

### Хлоридонезалежний алкалоз
- Синдром молочної луги
- Введення препарату крові, оскільки він містить цитрат натрію, який потім метаболізується на бікарбонат натрію. Зазвичай це спостерігається при переливаннях великого об'єму, наприклад, понад 8 одиниць.[8]
- Зниження рівня альбуміну та фосфату спричиняє метаболічний алкалоз.

### Хлоридорезистентний алкалоз (хлорид сечі > 20 мЕкв/л)
- Затримка бікарбонату — призводить до алкалозу.
- Зміщення іонів водню у внутрішньоклітинний простір — спостерігається при гіпокаліємії. Через низьку позаклітинну концентрацію калію, калій виходить з клітин. Для підтримки електронейтральності водень переходить у клітини, підвищуючи pH крові.
- Гіперальдостеронізм — втрата іонів водню з сечею виникає, коли надлишок альдостерону (синдром Конна) збільшує активність білка натрій-водневого обміну в нирках. Це збільшує затримку іонів натрію під час перекачування іонів водню в ниркові канальці. Надлишок натрію збільшує позаклітинний об'єм, а втрата іонів водню створює метаболічний алкалоз. Пізніше нирки реагують через уникання дії альдостерону, виводячи натрій та хлорид із сечею.
- Надмірне споживання гліциризину
- Низький рівень магнію в крові
- Дуже високий рівень кальцію в крові
- Синдром Барттера і синдром Гітельмана — синдроми з проявами, аналогічними прийому діуретиків, що характеризуються нормальним артеріальним тиском
- Синдром Ліддла — мутація з посиленням функції в генах, що кодують епітеліальний натрієвий канал (ENaC), що характеризується гіпертензією та гіпоальдостеронізмом.
- Дефіцит 11β-гідроксилази та дефіцит 17α-гідроксилази — обидва характеризуються гіпертензією
- Токсичність аміноглікозидів може викликати гіпокаліємічний метаболічний алкалоз шляхом активації кальцієвих рецепторів у товстій висхідній гілці нефрона, інактивуючи котранспортер NKCC2, створюючи ефект, подібний до синдрому Барттера.

## Компенсація
Компенсація метаболічного алкалозу відбувається переважно в легенях, які затримують вуглекислий газ (CO2) завдяки уповільненому диханню або гіповентиляції (респіраторна компенсація). Потім CO2 витрачається на утворення проміжного продукту вугільної кислоти, тим самим знижуючи pH. Однак дихальна компенсація є неповною. Зниження рівня [H+] пригнічує периферичні хеморецептори, чутливі до pH. Але, оскільки дихання сповільнюється, відбувається збільшення pCO2, що може заблокувати пригнічення дихання через дію центральних хеморецепторів, чутливих до парціального тиску CO2 у спинномозковій рідині. Отже, частота дихання збільшується.
Ниркова компенсація метаболічного алкалозу, менш ефективна, ніж респіраторна, і полягає у збільшеному виведенні HCO3− (бікарбонату), оскільки фільтроване навантаження HCO3- перевищує здатність ниркових канальців до її реабсорбції.
Для розрахунку очікуваного CO2 в умовах метаболічного алкалозу використовуються такі рівняння:
- pCO2 = 0,7 [HCO3-] + 20 мм рт. ст. ± 5
- pCO2 = 0,7 [HCO3-] + 21 мм рт. ст.

## Діагностика
Діагностика метаболічного алкалозу базується на поєднанні лабораторних показників кислотно-основного стану крові, аналізу електролітів та клінічної оцінки.

### Основні лабораторні критерії
- Підвищення pH крові: pH > 7,45.
- Підвищення концентрації бікарбонату (HCO₃⁻): зазвичай > 26 ммоль/л.
- Підвищення парціального тиску CO₂ (pCO₂): як ознака респіраторної компенсації.
- Гіпокаліємія та гіпохлоремія: часто супроводжують метаболічний алкалоз, особливо при втраті шлункового соку або застосуванні діуретиків.

### Етапи діагностики
1. Газоаналіз крові (газометрія):
  - Визначення pH, pCO₂, HCO₃⁻ для підтвердження алкалозу та його типу (метаболічний чи респіраторний).
2. Аналіз електролітів:
  - Оцінка рівнів калію, хлору, натрію. Метаболічний алкалоз часто супроводжується гіпокаліємією та гіпохлоремією.
3. Оцінка аніонного інтервалу:
  - Використовується для диференціації причин порушень кислотно-основного балансу, хоча при метаболічному алкалозі аніонний розрив зазвичай нормальний.
4. Біохімічні показники:
  - Додатково можуть оцінюватися рівні сечовини, креатиніну, глюкози, а також аналіз сечі на кислотність.

### Клінічні прояви
- М'язова слабкість, нервово-м'язова нестабільність, гіпорефлексія, поліурія, полідипсія.
- В анамнезі — блювання, надмірне застосування діуретиків, хронічні захворювання нирок, втрати шлункового соку.

### Додаткові методи
- За відсутності можливості газоаналізу крові можна орієнтуватися на концентрації електролітів (гіпохлоремія, гіпокаліємія).
- В окремих випадках застосовують біохімічні методи для оцінки обміну основних метаболітів, ферментів гліколізу та циклу трикарбонових кислот, особливо в експериментальних дослідженнях.

## Класифікація
Метаболічний алкалоз можна розділити на два різні типи: хлоридочутливий та хлоридорезистентний. 

## Лікування
Для ефективного лікування метаболічного алкалозу необхідно усунути основну причину. Якщо є високий рівень підозри на хлоридочутливий метаболічний алкалоз, спричинений втратою шлунково-кишкової рідини (наприклад, через блювання), варто спробувати внутрішньовенне введення рідини, багатої на хлориди.

## Термінологія
- Алкалоз — це процес, при якому підвищується рівень pH (не тільки в крові).
- Алкаліємія стосується рівня pH крові, вищого за норму.